# Анастасий (Мамай)
Епископ Анастасий (алб. Episkopi Anastasi, греч. Επίσκοπος Αναστάσιος, в миру Энкелед Паскаль Мамай, алб. Enkeled Paskal Mamaj; род. 6 августа 1979, Влёра) — епископ Албанской православной церкви, епископ Круйский, викарий Тиранской архиепископии.

## Биография
Родился 6 августа 1979 года во Влёре, Албания. Начальное и среднее образование получил в родном городе. В 1999 году учился на отделении греческого языка философского факультета Афинского университета. В 2001 поступил в Университет «Исмаил Кемали» во Влёре на специальность «бизнес-администрирование», который окончил в 2005 году со степенью магистр делового администрирования. Помимо родного албанского, он владеет греческим, итальянским и английским языками.
С 2005 по 2009 год занимал различные должности в Итало-Албанском банке «Intesa Sanpaolo». В 2009—2017 годы — операционный менеджер (заместитель директора) с момента основания филиала Union Bank во Влёре.
В то же время, с 2006 по 2014 год, он был членом Совета духовенства и мирян Албанской православной церкви, членом экономического и контрольного комитетов этого совета. Был близким сотрудником митрополита Бератского, Влёрского и Канинского Игнатия (Триантиса) до самой его смерти. В 2017 году он поступил в Богословскую академию Воскресения Христова, а затем поступил на факультет теологии и культуры Университетского колледжа ЛОГОС, где в 2023 году получил степень бакалавра в области социально-богословских исследований и религиоведения.
22 января 2018 года он был рукоположен в сан диакона архиепископом Тиранским, Дурресским и всея Албании Анастасием. 20 октября 2019 года был рукоположен в сан священника. 9 августа 2020 года в Воскресенском кафедральном соборе в Тиране архиепископом Анастасием возведён в сан архимандрита.
С 2017 года участвовал в управлении имуществом и финансовой деятельности Церкви. Стал исполнительным директором университетского фонда «Логос», представлял архиепископа Анастасия в Исполнительном совете и является членом совета директоров «Православной клиники Благовещения». Он также является советником Образовательного фонда «Fryme Dashurie».
3 декабря 2024 года назначен протосинкеллом Тиранской и Дурресской архиепархии.
9 декабря 2024 года Священным синодом Албанской православной церкви единогласно избран епископом-помощником с титулом «Круйский» по имени исторической Круйской епархии. В соответствии с Уставом Албанской церкви, по рукоположении он становится членом Священного Синода.
15 декабря 2024 года в кафедральном соборе Воскресения Христова в Тиране состоялась его епископская хиротония, которую совершили: архиепископ Тиранский, Дурресский и всея Албании Анастасий, митрополиты Корчинский Иоанн (Пелюши), митрополит Аполлонийский и Фиерский Николай (Хюка), митрополит Эльбасанский Антоний (Мердани), митрополит Бератский Астий (Бакалбаши) и митрополит Амантийский Нафанаил (Стергиу).